# Banksia lanata
Banksia lanata är en tvåhjärtbladig växtart som beskrevs av Alexander Segger George. Banksia lanata ingår i släktet Banksia och familjen Proteaceae. Inga underarter finns listade i Catalogue of Life.